# Los Tamariscos
Los Tamariscos est une localité argentine située dans le département de Río Senguer, dans la province de Chubut. La localité est située sur la route nationale 40 aux coordonnées 45° 01′ 60″ S, 70° 01′ 60″ O. Elle compte un détachement de la société Dirección Nacional de Vialidad et 15 maisons. Le climat est froid et rude.

## Toponymie
Le nom de la localité provient du commerce, qui lui-même provient du buisson de tamaris (Tamarix) qui abonde dans le site.

## Histoire
La localité est née lorsqu'une grande partie de la route qui sépare Comodoro Rivadavia d'Esquel était en gravier, les 576 kilomètres entre les deux localités exigeaient une préparation et un rythme de déplacement très différents de ceux d'aujourd'hui. Le parcours était divisé en tronçons où l'on pouvait s'arrêter pour se reposer - à des distances qui seraient inutiles aujourd'hui - mais qui donnaient vie à des auberges qui étaient de véritables points de rencontre pour les voyageurs qui échangeaient des nouvelles sur l'état de la route, en l'absence de moyens de communication modernes. Aujourd'hui, l'endroit perd des visiteurs au détriment des villes Sarmiento, Gobernador Costa et Tecka, qui sont aujourd'hui les points intermédiaires pour se reposer et se ravitailler.

## Caractéristiques générales
La localité possède un magasin général et un hôtel (aujourd'hui transformé en musée), inauguré le 18 juin 1938 par Kurt Böhme, un immigrant allemand. Le musée possède des collections liées aux colons et aux aborigènes de Colonia Sarmiento.
Le bâtiment le plus important est un petit bar patagonien. Il est fréquenté par quelques hommes de la campagne et aussi par quelques touristes qui s'arrêtent pour déjeuner. Il fonctionne à côté du musée. De septembre 1935 à septembre 2004, elle faisait partie du tracé de la route provinciale 20.